# Michael Izen
Michael John Izen (ur. 12 stycznia 1967 w Fairmont) – amerykański duchowny katolicki, biskup pomocniczy Saint Paul i Minneapolis od 2023.

## Życiorys
Święcenia kapłańskie przyjął 28 maja 2005 i został inkardynowany do archidiecezji Saint Paul i Minneapolis. Pracował jako duszpasterz parafialny (od 2015 był proboszczem parafii w Stillwater).
5 stycznia 2023 papież Franciszek mianował go biskupem pomocniczym Saint Paul i Minneapolis ze stolicą tytularną Neoportus. Sakry udzielił mu 11 kwietnia 2023 arcybiskup Bernard Hebda.